# 성완

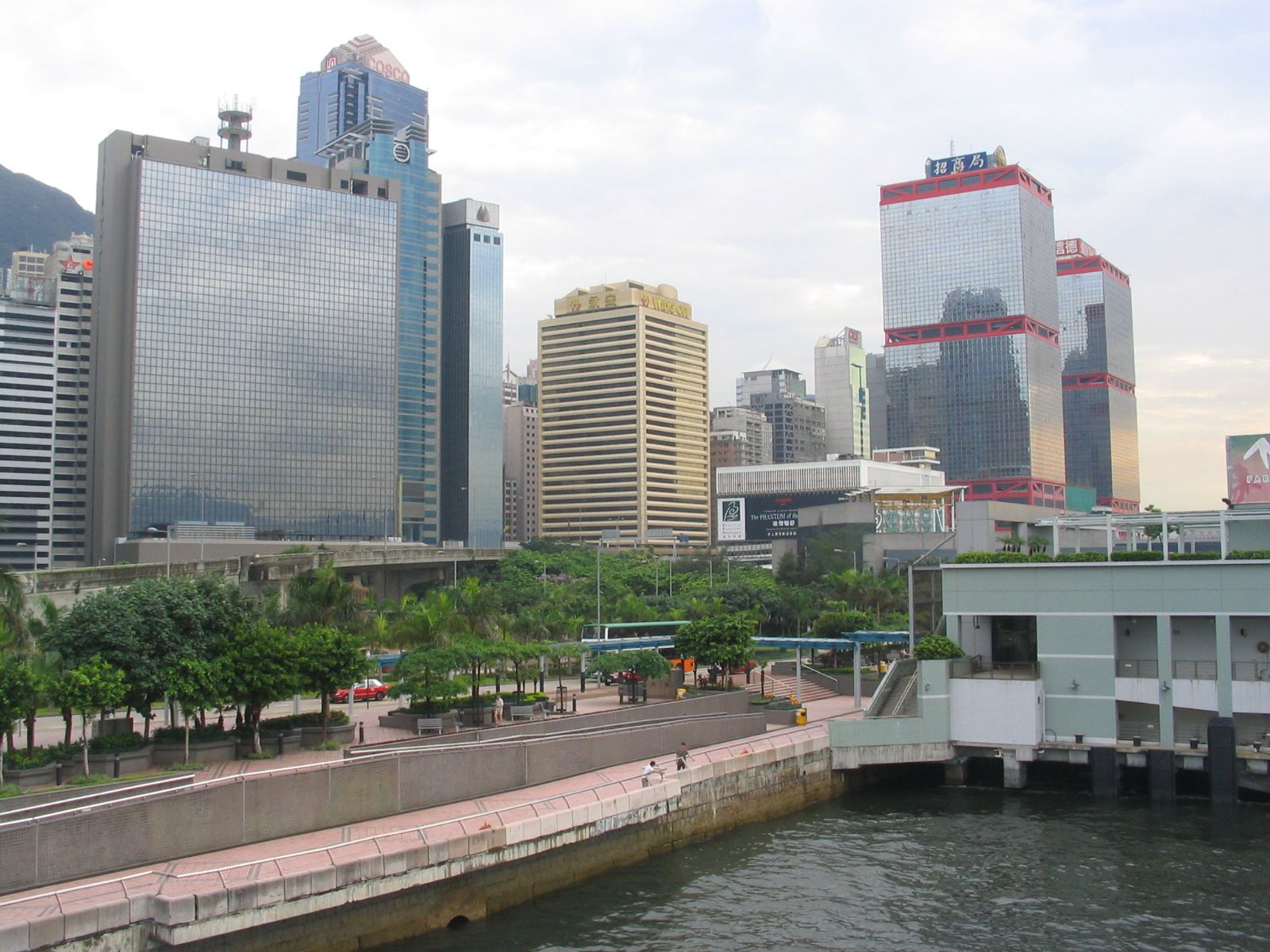
성완 연안의 금융빌딩

성완(上環, Sheung Wan)은 홍콩의 지명 중 하나로, 홍콩섬 북서부의 중완과 사이잉푼 사이에 위치해 있다. 행정구역상으로는 중사이구에 속한다. 옛날엔 '서구'(西區, Western District)라 불리었으며, 중완이나 완자이에 비해 높은 지역이라는 의미에서 '어퍼 디스트릭트'(Upper District), 영국군이 처음으로 상륙하여 점령한 지역이란 뜻에서 '게이트웨이 디스트릭트'(Gateway District)라고도 부른다.

## 역사와 위치
성완은 1842년 영국군이 홍콩에 처음 상륙할 당시 자리잡았던 지역 중 하나이며, 빅토리아 시티의 일부였다. 성완 (上環)이라는 지명도 중환 (中環), 서환 (西環), 하환 (下環) 등과 함께 빅토리아 시를 나누던 일종의 행정구역인 '사환규약' (四環九約)의 하나였기에 붙여진 이름이다.영국군이 처음 점령한 지역은 지금의 포세션 가 일대로, 포세션 가 윗쪽의 할리우드 로드 공원에는 이를 기념한 명패가 붙어 있다. 포세션 가 끝자락에 있는 '포세션 곶' (Possession Point, 수항구 - 水坑口)은 그당시만 해도 홍콩 연안에 자리한 곳이었지만 지금은 바닷가에서 수백 미터 떨어진 내륙이 되었는데 이는 간척으로 인한 것이다.
성완은 서쪽으로는 사이잉분, 동쪽으로는 중완, 북쪽으로는 빅토리아 항만, 남쪽으로는 빅토리아 피크와 마주한다. 성완 내에는 반산구 (半山區)가 일부 걸쳐 있다. 중완과 성완 사이의 경계선은 캐슬 레인-애버딘 가-윙굿 가 전체, 윙굿가와 윙오가 사이의 데뵈 로 중심부 구간, 데뵈로 중심부 북쪽의 윙오 가를 따라가다가, 럼지 가와 만나는 지점에서 다시 코너트 로 중심구간을 따라가고, 럼지 가와 만나면 다시 따라가서 빅토리아 항만까지 이어지는 구간에 걸친다. 반면 세이모 로 남부의 반산구와의 경계는 확실하지 않다.

## 교통
성완에는 홍콩 지하철 공도 선이 다니는 성완 역이 있다. 이전에는 공도 선의 시종착역이었으나 2014년 12월 28일 노선 연장으로 케네디타운 역이 시종착역이 되었다. 지하철 외에 트램 노선들도 성완 곳곳을 다니며, 특히 서항성 근처의 트램 정거장으로 다니는 노선이 많다. 이곳은 데뵈 로와 모리슨 가가 만나는 교차로 지점이기도 하다. 성완을 다니는 버스 노선 역시 여러 개가 있으며, 홍콩-마카오 페리 터미널 바로 옆에는 중완 버스터미널이 있는데 홍콩 섬에서 가장 큰 버스 정류장 중 하나이다.
선닥 센터의 홍콩-마카오 페리 터미널에서는 페리나 헬리콥터 노선을 타고 마카오와 중국 본토로 갈 수 있다.

## 명소
- 블레이크 공원
- 할리우드 로드 공원
- 만모사
- 백자리공원
- 성완 시민센터
- 선닥 센터
- 소호 (홍콩)
- 더 센터
- 둥와 병원

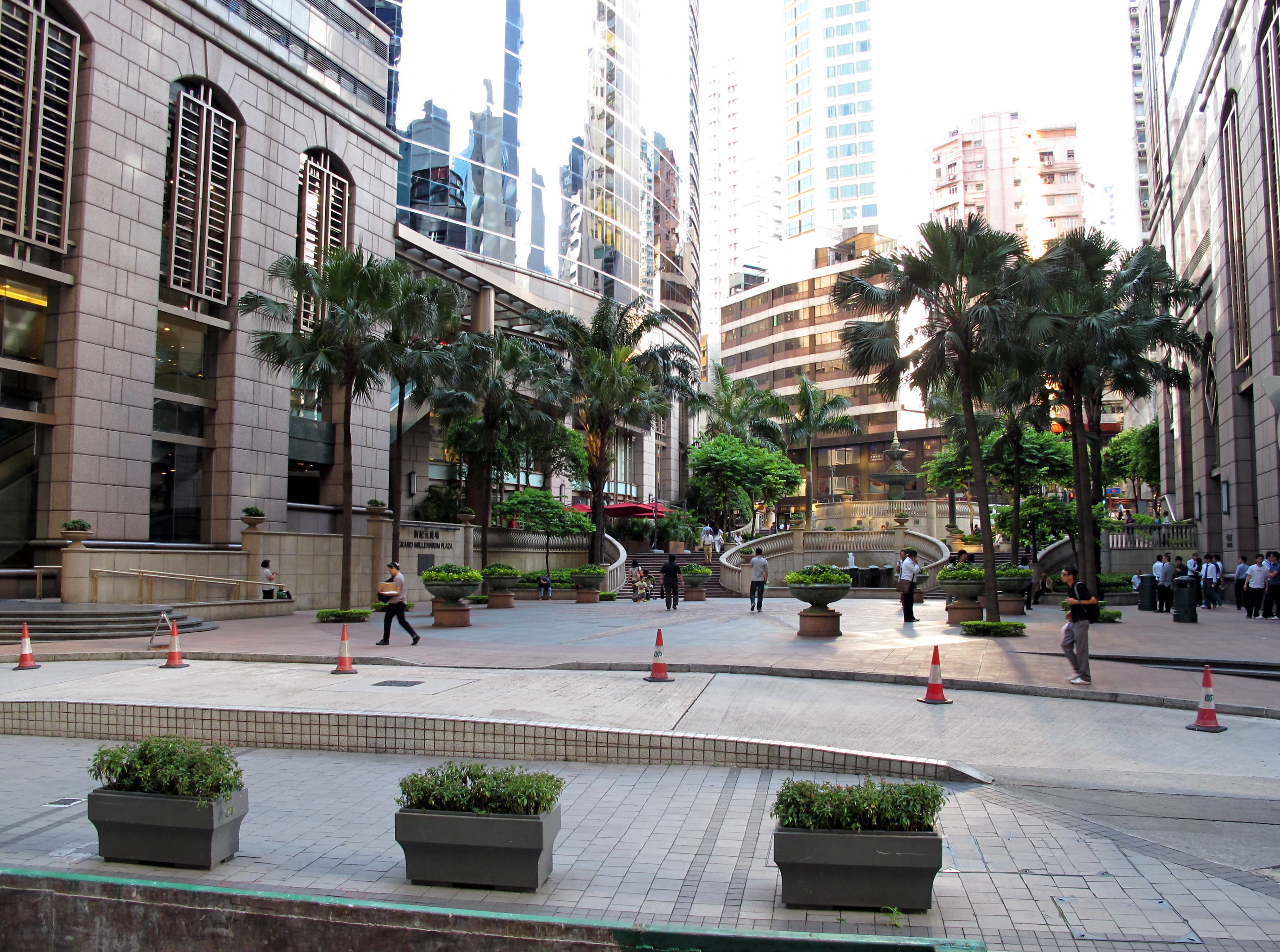
성완 밀레니엄 플라자
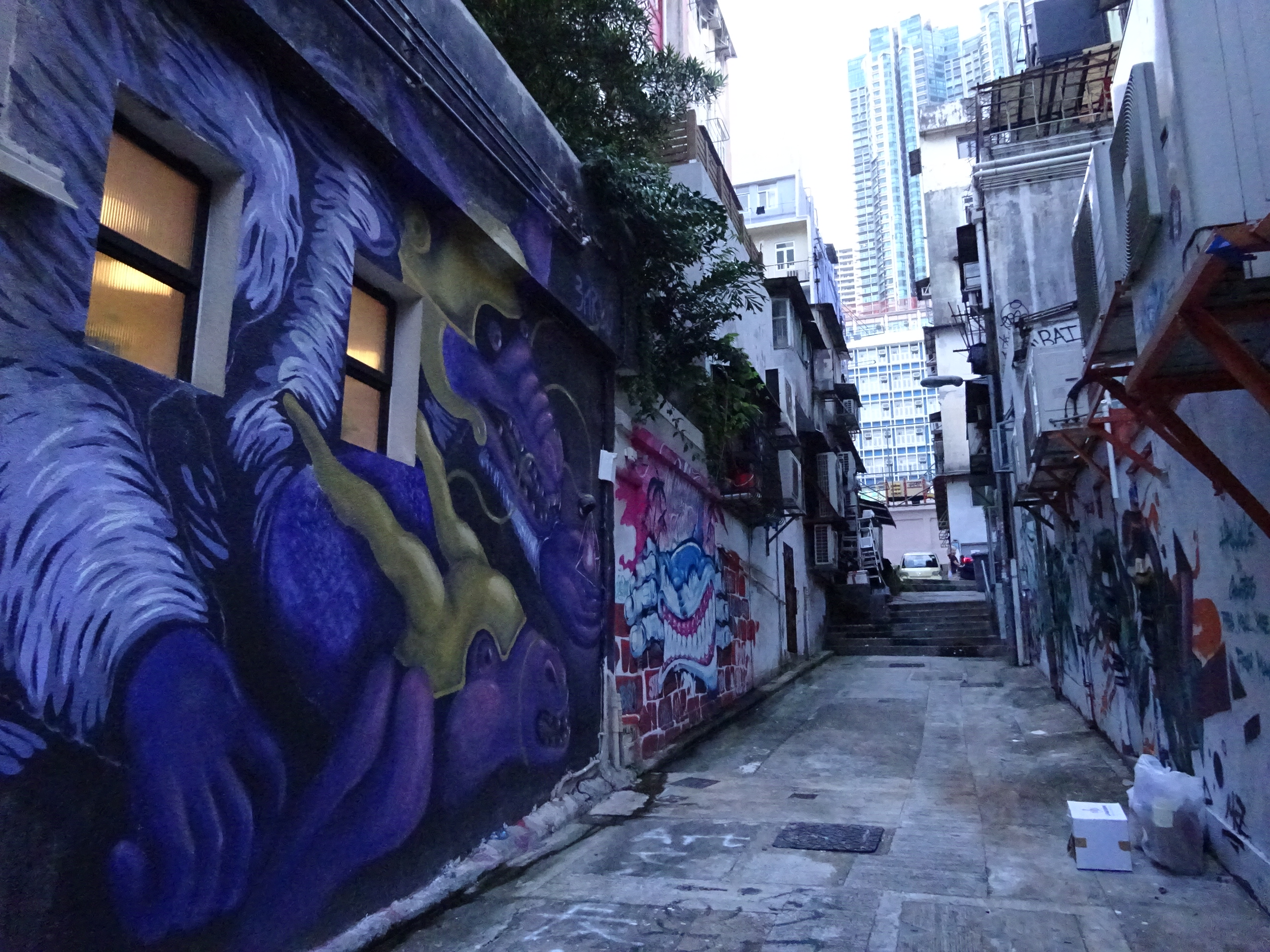
다이핑산 거리의 그래피티
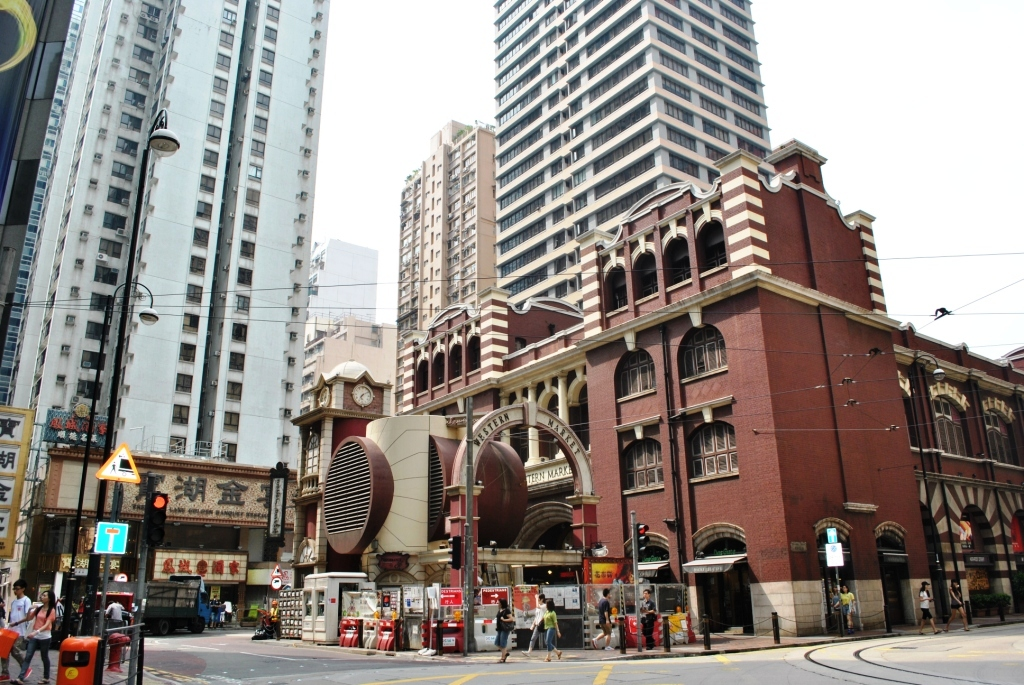
서항성
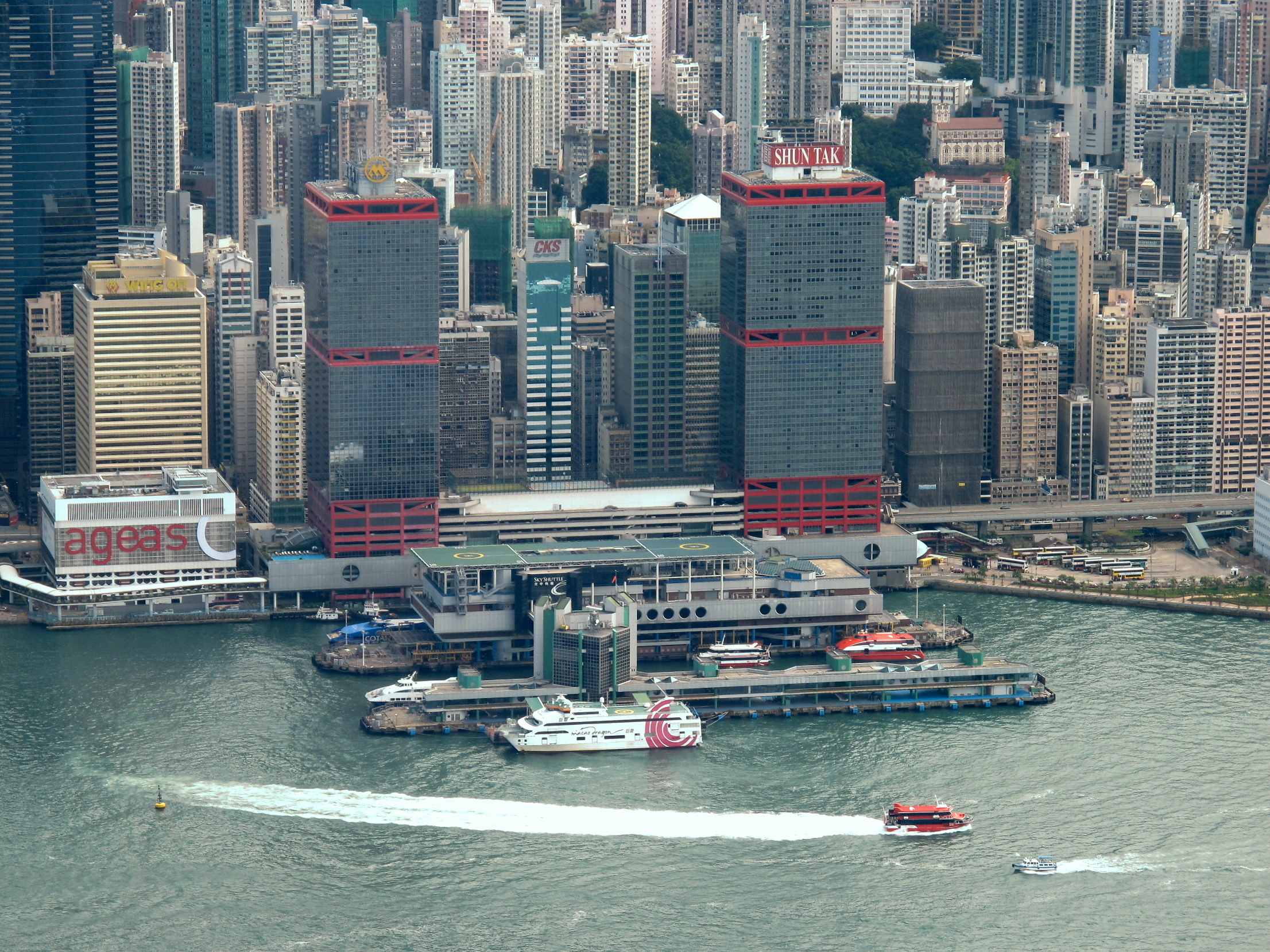
홍콩-마카오 페리 터미널
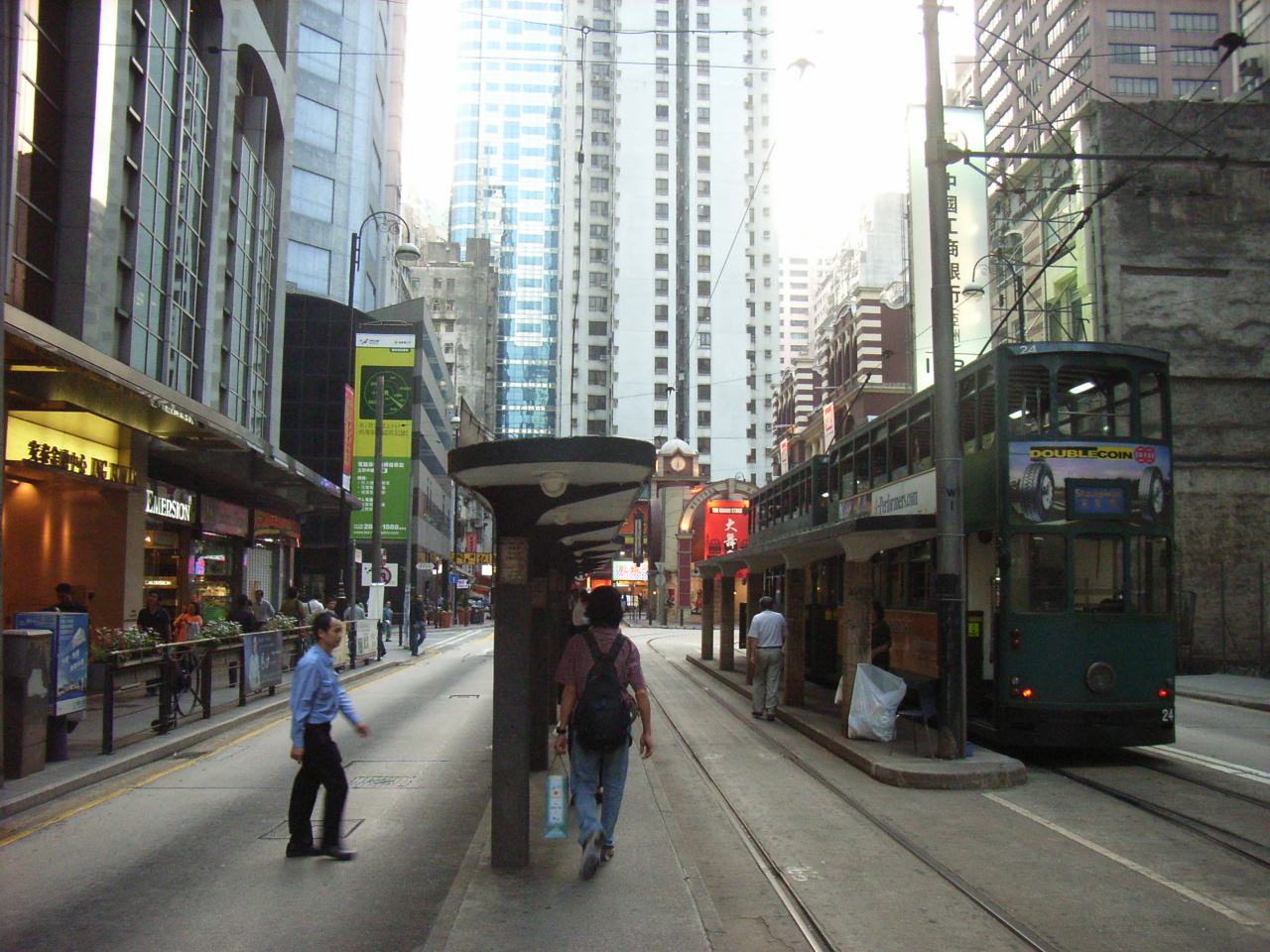
성완 트램 정류장

- 성완 시장[2]
- 홍콩의학박물관[3]
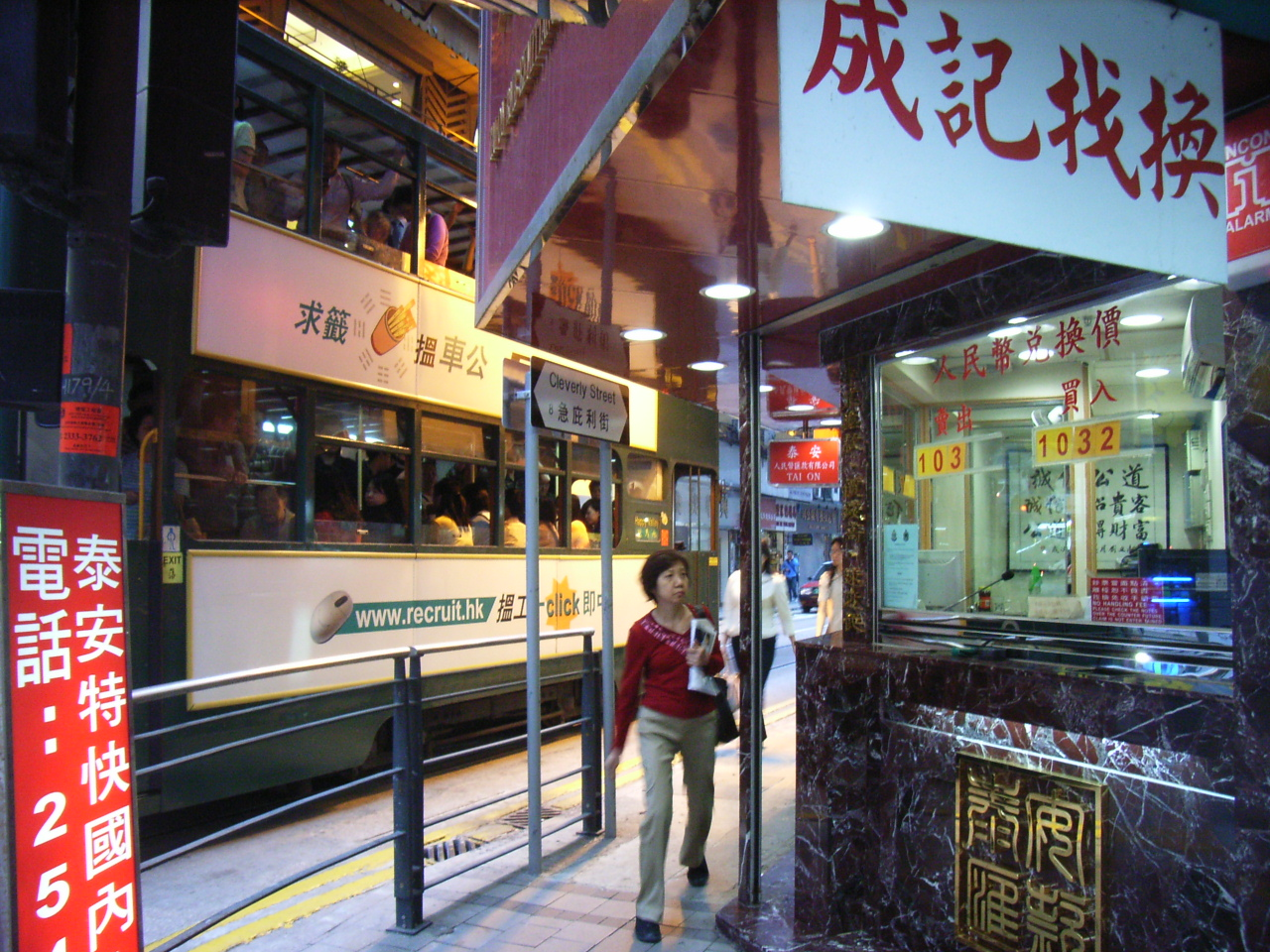
홍콩 YMCA 브리지 스트리트 센터
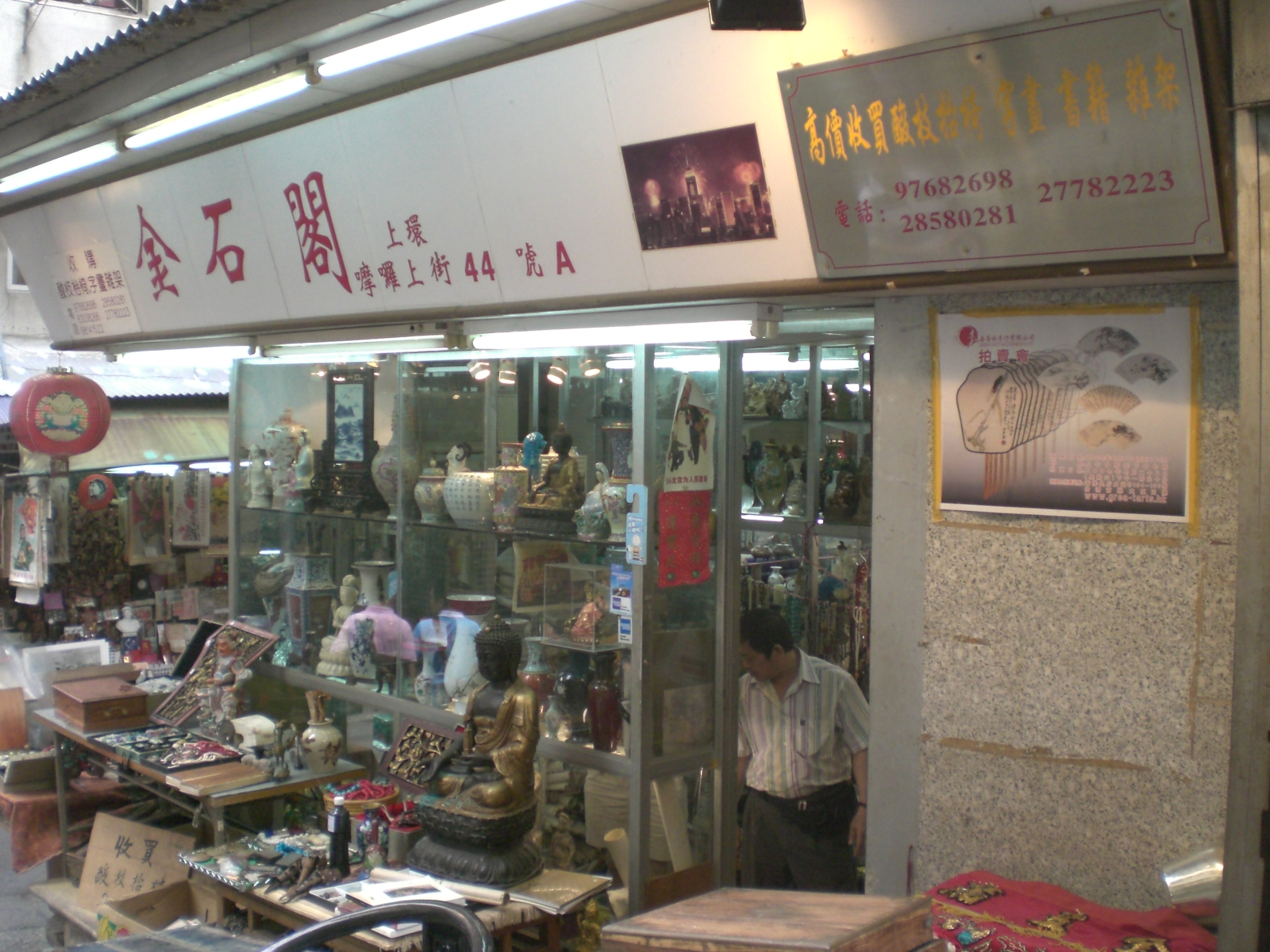
라스카 거리

- 성완 밀레니엄 플라자
- 다이핑산 거리의 그래피티
- 서항성
- 홍콩-마카오 페리 터미널
- 성완 트램 정류장
- 클리벌리 거리
- 라스카 거리

## 같이 보기
- 중완